# Jeff Cornell
 (septembre 2012).
Si vous disposez d'ouvrages ou d'articles de référence ou si vous connaissez des sites web de qualité traitant du thème abordé ici, merci de compléter l'article en donnant les références utiles à sa vérifiabilité et en les liant à la section « Notes et références ».
Jeffery Ray Cornell est né le 10 février 1957 à Kansas City, Missouri ; il est un ancien lanceur de la Ligue majeure de baseball. Il a joué au cours de la saison 1984 pour les Giants de San Francisco. Il a été repêché par les Royals de Kansas City dans le 8e round du projet de 1978.

## Vie personnelle
Cornell a trois enfants prénommés Erin, Megan et Jayce. Son épouse s'appelle Tammy.